# Sord M23 Mark III
Sord M23 Mark III (M23 Mark III) је био професионални рачунар фирме Sord који је почео да се производи у Јапану од 1982. године.
Користио је Z80A као микропроцесор. РАМ меморија рачунара је имала капацитет од 128 KB. 
Као оперативни систем кориштен је Sord DOS, CP/M, UCSD Pascal.

## Детаљни подаци
Детаљнији подаци о рачунару M23 Mark III су дати у табели испод.
|                       |                                                                                                  |
| [ 1 ]                 |                                                                                                  |
| Произвођач            |                                                                                                  |
| Тип                   | професионални рачунар                                                                            |
| Меморија              | 128                                                                                              |
| Поријекло             | Јапан                                                                                            |
| Година                | 1982                                                                                             |
| Тастатура             | тастатура са пуним помаком тастера са нумеричком тастатуром, функцијски тастери и тастери смјера |
| Процесор              |                                                                                                  |
| Фреквенција процесора | 4                                                                                                |
| RAM                   | 128                                                                                              |
| ROM                   | непознато                                                                                        |
| Текст                 | 80 x 25                                                                                          |
| Графика               | 640 x 256                                                                                        |
| Боја                  | 8 боја                                                                                           |
| Звук                  | непознато                                                                                        |
| Димензије             | 420 x 107 x 300 мм / 3,8                                                                         |
| Портови               |                                                                                                  |
| Оперативни систем     |                                                                                                  |